# Bring Your Daughter... to the Slaughter
〈Bring Your Daughter... to the Slaughter〉는 1990년 영국의 헤비 메탈 밴드 아이언 메이든의 음반 《No Prayer for the Dying》의 두 번째 싱글이다.
이 곡은 원래 브루스 디킨슨이 녹음하여 《나이트메어 5: 꿈꾸는 아이들》의 사운드트랙을 위해 발매했지만, 스티브 해리스가 좋아해서 아이언 메이든이 다시 녹음했다. BBC에서 거의 방송되지 않은 사실에도 불구하고, 현재까지 밴드가 영국 1위 싱글이다. 이 곡은 핀란드 싱글 차트에서도 1위를 차지했고 아일랜드에서도 6위에 올랐다.

## 배경
1989년 아이언 메이든이 투어를 쉬고 있을 때 좀바는 브루스 디킨슨에게 《나이트메어 5: 꿈꾸는 아이들》를 위한 곡을 써달라고 부탁했다. 전 길런(그리고 미래의 아이언 메이든) 기타리스트인 야닉 거스와 팀을 이뤄 디킨슨은 자신이 "약 3분 안에" 작곡했다고 주장하는 이 곡을 녹음했고, 이 프로젝트는 음반인 《Tattooed Millionaire》로 확장되었다. 완성된 트랙을 듣자마자, 스티브 해리스는 그것이 "메이든에게 좋을 것"이라고 결심하고 디킨슨에게 자신의 솔로 음반에 이 곡을 올리지 말라고 설득했다.
1989년 "최악의 오리지널 곡"으로 골든 라즈베리상을 받은 이 곡의 원곡은 디킨슨에 따르면 "아이언 메이든 버전과 상당히 다르다"고 설명하면서 "정리는 동일하지만, 제 것은 약간... 구불구불한 아이언 메이든은 정말 잘해요."  디킨슨의 오리지널 버전은 2001년 《The Best of Bruce Dickinson》의 디스크 2에 포함되었다.
디킨슨은 "우리는 이것을 크리스마스 이브에 싱글로 발매하여 클리프 리처드의 살아있는 일광들을 겁주게 할 것이다"라고 말했다. 이 곡은 1990년 크리스마스 1위를 위해 클리프 리처드의 〈Saviour's Day〉와 경쟁하게 되었지만, 크리스마스 다음 주까지 공식적으로 발표되지 않았기 때문에 1990년 12월 30일 영국 싱글 차트에서 1위를 차지했다. 이는 BBC의 금지에도 불구하고 라디오 1에서 이 곡을 연주하는 것을 거부하고 《탑 오브 더 팝스》의 90초 라이브 클립만을 보여주었다. B-사이드는 〈I'm a Mover〉(원래 프리 버전)와 레드 제플린의 〈Communication Breakdown〉의 커버 버전을 특징으로 한다.
표준 7인치와 12인치 에디션 외에도, 이 싱글은 스페셜 에디션 7인치 플립톱 "브레인 팩" 에디션으로 출시되었다.
《No Prayer for the Dying》 음반의 대부분의 곡들처럼, 〈Bring Your Daughter... to the Slaughter〉는 1992년, 1993년, 2003년 선택된 날짜에만 밴드가 공연한 지원 투어 No Prayer on the Road에 이어 거의 라이브로 연주되지 않았다.

## 곡 목록
7인치 싱글
| #  | 제목                                        | 작사·작곡     | 재생 시간 |
| -- | ------------------------------------------- | ------------- | --------- |
| 1. | 〈Bring Your Daughter... to the Slaughter〉 | 브루스 디킨슨 | 4:42      |

| #  | 제목                        | 작사·작곡                | 재생 시간 |
| -- | --------------------------- | ------------------------ | --------- |
| 2. | 〈I'm a Mover (프리 커버)〉 | 앤디 프레이저, 폴 로저스 | 3:26      |

12인치 싱글
| #  | 제목                                        | 작사·작곡 | 재생 시간 |
| -- | ------------------------------------------- | --------- | --------- |
| 1. | 〈Bring Your Daughter... to the Slaughter〉 | 디킨슨    | 4:42      |

| #  | 제목                                           | 작사·작곡                        | 재생 시간 |
| -- | ---------------------------------------------- | -------------------------------- | --------- |
| 2. | 〈I'm a Mover (프리 커버)〉                    | 프레이저, 로저스                 | 3:26      |
| 3. | 〈Communication Breakdown (레드 제플린 커버)〉 | 지미 페이지, 존 본햄, 존 폴 존스 | 2:42      |

## 차트
| 차트 (1990년~1991년)            | 순위 |
| ------------------------------- | ---- |
| 유럽 (유러피언 핫 100 싱글)     | 8위  |
| 핀란드 (수오멘 비랄리넨 리스타) | 1위  |
| 아일랜드 (IRMA)                 | 6위  |
| 네덜란드 (네덜란드스 탑 40)     | 30위 |
| 네덜란드 (싱글 톱 100)          | 17위 |
| 뉴질랜드 (레코드 뮤직 NZ)       | 47위 |
| 스위스 (슈바이처 히트파라데)    | 19위 |
| 영국 싱글 (오피셜 차트 컴퍼니)  | 1위  |